# Meidlinger Kaserne (historisch)
Die Meidlinger Kaserne befand sich in der Schönbrunner Straße 293 im 12. Wiener Gemeindebezirk. 
Sie wurde 1835 bis 1837 als Kavalleriekaserne erbaut und bis 1851 immer wieder erweitert. Das gemeinsame Heer hatte hier um 1905 zwei Kavallerie-Eskadronen stationiert. Die militärische Nutzung endete nach Nutzung durch Bundesheer und Wehrmacht 1945. 1973 wurde das Bauwerk abgerissen und 1979 durch ein Wohnhaus ersetzt.
Da die Geschichte dieser einstigen Kavalleriekaserne heute kaum noch bekannt ist, wird sie in der militärischen Geschichtsschreibung gelegentlich mit der heute noch bestehenden Meidlinger Kaserne (früher: Meidlinger Trainkaserne) verwechselt.
Diese Kavalleriekaserne ging 1790 aus einer in den 1770er Jahren anstelle des Gasthauses "Rote Mühle" entstandenen "Garekaserne" hervor - der Einrichtungszeitpunkt der Gardekaserne wird unterschiedlich mit 1770, 1772 oder 1779 angegeben, lässt sich aber durch zwei Pläne des Archivs des Stiftes Klosterneuburg belegen, die, zwischen 1780 und 1776 entstanden, die Eintragungen "rote mühle oder dermahlig k.k. Caserngebäu" bzw. "Garde Palais" aufweisen. Zwischen 1794 und 1819 wurde das Kasernengelände gegen Westen erweitert.